# Gregov dnevnik
Gregov dnevnik (eng. Diary of a Wimpy Kid), američki književni serijal koji je napisao američki književnik Jeff Kinney. Knjige govore o pustolovinama osnovnoškolca Grega Heffleyja koji živi s peteročlanom obitelji negdje u SAD-u. Napisane su kao dnevnik koji vodi Greg, u prvoj osobi i obogaćeni jednostavnim crtežima. Od prvog izdanja 2007. do danas prodano je više od 200 milijuna primjeraka prevedenih na 65 jezika, što ga čini jednim od najpopularnijih književnih nizova na svijetu.

## Povijest
Kinney je radio na knjizi osam godina prije nego što ju je poslao izdavaču u New York. U svibnju 2004. izdao je e-knjigu, a u veljači 2006. dogovorio pisanje serijala s izdavačkom kućom Abrams Books. Knjiga je stekla popularnost i pregledana je preko 20 milijuna puta u e-inačici. Međutim, mnogi čitatelji htjeli su i tiskanu inačicu pa je u travnju 2007. izdana prva knjiga serijala, Kronike Grega Heffleyja. Do danas je objavljeno šesnaest knjiga.

## Serijal

### Knjige
1. Kronike Grega Heffleyja (2007.)
2. Rodrick rastura (2008.)
3. Točka na i (2009.)
4. Ljetna žega (2009.)
5. Sumorna stvarnost (2010.)
6. Snježna groznica (2010.)
7. Lijevo smetalo (2011.)
8. Nezgoda za nezgodom (2013.)
9. Dugo putovanje (2014.)
10. Stara škola (2015.)
11. Kasno paljenje (2016.)
12. Obiteljski odmor (2020.)
13. Zimske radosti
14. Kugla za rušenje
15. Raspad sistema
16. Sportska slava

### Filmovi
1. Gregov dnevnik (2010.)
2. Rodrickova pravila (2011.)
3. Pasji dani (2012.)
4. Dugo putovanje (2017.)
5. Gregov dnevnik (2021.)

## Likovi
1. Greg Heffley - glavni lik, srednjoškolac i pripovjedač.
2. Rowley Jefferson - Gregov plavokosi susjed i najbolji prijatelj.
3. Rodrick Heffley - Gregov stariji brat, bubnjar.
4. Manny Heffley - Gregov mlađi brat.
5. Susan Heffley - Gregova majka.
6. Frank Heffley - Gregov otac, radi u osiguravajućoj tvrtci i voli američku povijest.
7. Baka - neimenovana Gregova baka koju često posjećuje.
8. Fregley - Gregov ekscentrični susjed.
9. Dragi - pas kojeg je Gregova obitelj nabavila u Ljetnoj žegi, a kasnije poklonila baki.
10. Prase - osvojio ga je Manny na poljoprivrednom sajmu u Dugom putovanju.